# Kleine astarte
De kleine astarte (Goodallia triangularis) is een tweekleppigensoort uit de familie van de Astartidae. De wetenschappelijke naam van de soort werd in 1803 voor het eerst geldig gepubliceerd door George Montagu.

## Beschrijving
Deze zeer kleine schelpen met gelijke flappen zijn bijna driehoekig van omtrek met een maximale hoogte van 3,5 millimeter, meestal slechts 1,5 tot 3 millimeter. Ze zijn iets groter dan breed; de breedte is ongeveer 90% van de hoogte. Juveniele schelpen zijn iets meer afgerond. De wervel ligt achter het midden en is naar voren gedraaid. De achterste dorsale rand valt steil weg, de voorste dorsale rand is vlakker en recht tot licht convex. De voorste en achterste uiteinden zijn goed afgerond, de ventrale rand is diep convex. Het ligament is extern en is erg kort en smal. De hartvormige lunula (maantje) is slechts vaag uitgesproken. Het lancetvormige gebied heeft ook slechts onduidelijke randen. Het slot is een robuuste slotplaat met twee massieve, stompe kardinale tanden in de rechterklep; de voortand is breed, de achtertand smal. De linkerklep heeft ook twee kardinale tanden. De rechterklep heeft een longitudinale lamel aan de achterste dorsale rand. In de linkerklep bevindt deze longitudinale lamel zich op de voorste dorsale rand. De binnenrand is over het algemeen glad bij jonge exemplaren, maar kan bij volwassen exemplaren glad of gezaagd zijn.
Het zijdeglanzende oppervlak is bijna glad, met uitzondering van zeer fijne concentrische groeilijnen en wat grovere lijnen die groeionderbrekingen markeren. Kleine putjes zijn ook zichtbaar bij hogere vergrotingen. Het periostracum (opperhuid) is witachtig, geelachtig tot bruinachtig of oranje. De dikte van de witachtige tot geelachtige schelp varieert, maar is stevig. De afdrukken van de voorste en achterste sluitspier zijn ongeveer even groot.

## Verspreiding en leefgebied
Het verspreidingsgebied van deze soort strekt zich uit van de Noordzee tot Marokko en de Middellandse Zee. Komt ook wijdverbreid voor langs de kusten van Groot-Brittannië (eiland), maar minder algemeen langs de oostkust van Schotland en de westkust van Ierland. Binnen de Nederlandse sector van de Noordzee vormt het offshore-gebied ten noordwesten van Vlieland en Texel de kern van het verspreidingsgebied. Daarnaast komt de soort voor in het gebied van de Doggersbank, plaatselijk boven Schiermonnikoog en in het zuidwestelijke kustgebied. Ook in het grofzandige gebied voor Camperduin-Castricum is deze soort niet zeldzaam.
De kleine astarte leeft ondiep begraven op zuiver en onvervuild zandgrond, grind of gebroken schelpen. Ze komen voor van ongeveer vijf tot 600 meter waterdiepte.